# 鈕大可
鈕大可（1948年3月3日—），臺灣創作男歌手、音樂製作人。

## 簡介
鈕大可生於1948年3月3日。幼時家住台中市，後至台北市發展音樂。作為製作人與創作型歌手，鈕大可一共出過《燃燒的夜晚》、《九月的陽光》等六張個人演唱專輯，創作超過四百多支曲子（包括林良樂演唱的〈冷井情深〉、黃鶯鶯演唱的〈來自心海的消息〉），還製作過一百多張唱片。其中鈕大可所製作歌曲，林良樂因唱〈冷井情深〉走紅，姜育恆則以唱〈但願長醉〉走紅，〈就在那一秒〉則是錢幽蘭所唱。
鈕大可活躍於1980年代，曾任中視大樂隊貝斯手，曾創立赫立音樂（後改名大可製作）以替飛碟唱片製作樂曲，居中介紹俞隆華等歌手加入飛碟唱片，也作過金曲獎評審委員會委員、第13屆金曲獎評審委員會總召集人兼流行音樂作品類召集人。1990年至1991年，鈕大可任職林傑出版公司（簡稱林傑唱片）總經理。鈕大可也蒐集樂曲作研究，特別是從1960年代到1989年中西流行歌曲每年排行榜前四十首作有系統整理。1996年至1997年，鈕大可受邀加盟瑞星唱片，擔任和聲團體「音樂磁場」最後八張專輯的製作。
鈕大可至2002年時，因手邊簽約的歌手只剩下高慧君與官靈芝，且唱片市場萎縮，於是改在臺中市公益路與文心路口開了一家美式音樂pub。目前住於台中市，2004年在臺中市西屯路開設「鈕吧音樂餐廳」，2011年在臺中市成立鈕吧娛樂。

## 部分作品
- 1985姜育恆〈但願長醉〉作曲人
- 1986林良樂〈冷井情深〉作曲人
- 1986錢幽蘭〈就在那一秒〉作曲人
- 1987曾慶瑜〈今夕是何夕〉作曲人
- 中廣流行網《午夜琴聲》開場音樂
- 力霸房屋形象廣告《企業篇》背景音樂
- 2000盧春如〈真愛密碼〉（聖教士遊戲科技戀愛模擬遊戲《真愛密碼》主題曲）作曲人

## 專輯
- 1986細胞唱片《燃燒的夜晚》
- 1990林傑唱片《柔情都市：鈕大可創作經典（一）》
- 1991飛碟唱片《九月的陽光：鈕大可創作集》
- 麥琦唱片《不可思議的魅力》
- 麥琦唱片《昨天不小心喝醉的時候》
- 麥琦唱片《鈕大可的演奏專輯》

## 合輯
- 1989鈕大可、陳本瑜 飛碟唱片《山谷與風的對話：鈕大可與陳本瑜》
- 梁弘志、鈕大可、陳復明、陳志遠、曹俊鴻 可登唱片《我們：作曲家的故事》
- 金智娟、鈕大可、孫向瑩、張雨生、陳本瑜、知己二重唱 飛碟唱片《六個朋友》

## 外部連結
- 鈕大可的Facebook專頁